# ایگنازیو کوکیره
ایگنازیو کوکیره (انگلیسی: Ignazio Cocchiere؛ زادهٔ ۱۹ سپتامبر ۱۹۸۷) بازیکن فوتبال اهل ایتالیا است.
از باشگاه‌هایی که در آن بازی کرده‌است می‌توان به باشگاه فوتبال اینتر میلان و باشگاه فوتبال ارورا پرو پاتریا ۱۹۱۹ اشاره کرد.